# Montréal Olympique 1973
Questa pagina raccoglie i dati riguardanti il Montréal Olympique nelle competizioni ufficiali della stagione 1973.

## Stagione
Anche nella stagione 1973 i Montréal Olympique furono guidati dal tecnico inglese Graham Adams, riconfermato dalla stagione precedente. La squadra mancò per il terzo anno l'accesso ai play-off, nonostante il secondo posto nella propria Division.
Nel gennaio del 1974 il proprietario Sam Berger chiuse la franchigia, dopo aver provato per senza successo a individuare un'area per un nuovo stadio.

## Organigramma societario
Area direttiva
- Proprietario: Sam Berger

Area tecnica
- Allenatore: Graham Adams

## Rosa
| N. |                           | Ruolo | Calciatore         |
| -- | ------------------------- | ----- | ------------------ |
| 1  | Bermuda (bandiera)        | P     | Sam Nusum          |
| 2  | Canada (bandiera)         | D     | Chris Horrocks     |
| 3  | Inghilterra (bandiera)    | D     | Peter Duerden      |
| 3  | Germania (bandiera)       | A     | Manfred Seissler   |
| 4  | Stati Uniti (bandiera)    | D     | Bill Straub        |
| 5  | Canada (bandiera)         | C     | Austin Cumberbatch |
| 6  | Bermuda (bandiera)        | D     | Gary Darrell       |
| 8  | Cecoslovacchia (bandiera) | C     | Igor Bachner       |
| 9  | Inghilterra (bandiera)    | D     | Roger Verdi        |
| 10 | Inghilterra (bandiera)    | A     | Ian Filby          |
| 11 | Bermuda (bandiera)        | C     | Richard Simmons    |
| 12 | Canada (bandiera)         | A     | James Corsi        |
| 14 | Italia (bandiera)         | D     | Luigi Mascalaito   |
| 15 | Inghilterra (bandiera)    | A     | Tommy Ord          |
| 16 | Inghilterra (bandiera)    | D     | Phil Davis         |

| N. |                        | Ruolo | Calciatore       |
| -- | ---------------------- | ----- | ---------------- |
| 17 | Canada (bandiera)      | A     | Serge Lavallée   |
| 18 | Canada (bandiera)      | A     | Tibor Vigh       |
| 18 | Canada (bandiera)      | C     | Chris Wheeler    |
| 19 | Canada (bandiera)      | A     | Gordon Christie  |
| 20 | Inghilterra (bandiera) | D     | Ian Tyer         |
| 21 | Canada (bandiera)      | P     | Bobby Judd       |
| 22 | Israele (bandiera)     | A     | Jacob Nainudel   |
| 22 | Grecia (bandiera)      | A     | Chris Papagianis |
| 27 | Canada (bandiera)      | C     | Robert Baylis    |
| 31 | Canada (bandiera)      | P     | Robbie Judd      |
|    | Inghilterra (bandiera) | A     | Graham Adams     |
|    | Canada (bandiera)      | D     | Ken Chartier     |
|    | Inghilterra (bandiera) | C     | Eric Kirkbride   |
|    | Inghilterra (bandiera) | C     | Richard Knopp    |
|    | Canada (bandiera)      | A     | Gordon Wallace   |

## Risultati
Ogni squadra giocava 19 incontri, di cui tre contro ciascun avversario della propria Division, due (uno in casa e uno in trasferta) contro le squadre delle altre Division, e infine uno contro la squadra messicana del Veracruz.
| 5 maggio 1973 | Miami Toros | 0 – 2 | Montréal Olympique | Miami Orange Bowl |

| 11 maggio 1973 | Atlanta Apollos | 3 – 2 | Montréal Olympique | Grant Field |

| 20 maggio 1973 | Toronto Metros | 2 – 0 | Montréal Olympique | Varsity Stadium |

| 22 maggio 1973 | Montréal Olympique | 0 – 2 | Philadelphia Atoms | Autostade (4.391 spett.) |

| 1 giugno 1973 | Philadelphia Atoms | 2 – 1 | Montréal Olympique | Veterans Stadium |

| 3 giugno 1973 | Montréal Olympique | 0 – 2 | St. Louis Stars | Autostade (5.138 spett.) |

| 17 giugno 1973 | N.Y. Cosmos | 2 – 0 | Montréal Olympique | Hofstra Stadium |

| 19 giugno 1973 | Montréal Olympique | 2 – 0 | Dallas Tornado | Autostade (1.708 spett.) |

| 26 giugno 1973 | Montréal Olympique | 0 – 1 | Toronto Metros | Autostade (15.365 spett.) |

| 4 luglio 1973 | Montréal Olympique | 1 – 1 | Veracruz | Autostade (3.204 spett.) |

| 10 luglio 1973 | Montréal Olympique | 2 – 0 | Rochester Lancers | Autostade (3.315 spett.) |

| 14 luglio 1973 | Rochester Lancers | 2 – 0 | Montréal Olympique | Aquinas Memorial Stadium |

| 17 luglio 1973 | Montréal Olympique | 5 – 1 | Miami Toros | Autostade (1.709 spett.) |

| 22 luglio 1973 | Montréal Olympique | 1 – 1 | Atlanta Apollos | Autostade (1.519 spett.) |

| 24 luglio 1973 | St. Louis Stars | 2 – 2 | Montréal Olympique | Busch Memorial Stadium |

| 28 luglio 1973 | Dallas Tornado | 5 – 2 | Montréal Olympique | Texas Stadium |

| 31 luglio 1973 | Montréal Olympique | 4 – 1 | Rochester Lancers | Autostade (1.108 spett.) |

| 7 agosto 1973 | Toronto Metros | 5 – 1 | Montréal Olympique | Varsity Stadium |

| 9 agosto 1973 | Montréal Olympique | 0 – 0 | N.Y. Cosmos | Autostade (1.100 spett.) |

## Statistiche

### Statistiche di squadra
| Competizione | Punti | In casa | In casa | In casa | In casa | In casa | In casa | In casa | In trasferta | In trasferta | In trasferta | In trasferta | In trasferta | In trasferta | In trasferta | Totale | Totale | Totale | Totale | Totale | Totale | Totale |
| Competizione | Punti | G       | V       | N       | P       | Bg      | Gf      | Gs      | G            | V            | N            | P            | Bg           | Gf           | Gs           | G      | V      | N      | P      | Bg     | Gf     | Gs     |
| ------------ | ----- | ------- | ------- | ------- | ------- | ------- | ------- | ------- | ------------ | ------------ | ------------ | ------------ | ------------ | ------------ | ------------ | ------ | ------ | ------ | ------ | ------ | ------ | ------ |
| NASL         | 64    | 10      | 4       | 3       | 3       | 12      | 15      | 9       | 9            | 1            | 1            | 7            | 10           | 10           | 23           | 19     | 5      | 4      | 10     | 22     | 25     | 32     |